# 頬筋
頬筋（きょうきん、英語: buccinator muscle）は人間の頭部の浅頭筋のうち、口唇周囲にかけての口筋のなかで口角を外側にひき、頬を歯列に押し付ける筋肉である。

## 概要
人間において、頬筋の起始は上顎骨の大臼歯部における歯槽突起頬側面と、下顎骨の大臼歯部頬側面の頬筋稜より起こる。頬筋の停止は口の皮膚であり（皮筋）、口角においてはモダイオラスを形成する。歯列にピッタリと沿う深層の筋肉であり、このことはCT像で明確に確認できる。

## 翼突下顎縫線
翼突下顎縫線（英語: pterygomandibular raphe）は翼突鈎と下顎骨の間に張る靭帯である。
翼突下顎縫線は結合組織からなる靭帯で、下顎骨臼後三角のすぐ内側と蝶形骨翼突鈎の間を直線的に結ぶ。この縫線から頬筋と上咽頭収縮筋が起始する。
翼突下顎縫線は口腔内から触診可能であり、床的には伝達麻酔法の一種である下顎孔伝達麻酔において注射位置の指標として用いられる。

## 画像

頬筋の位置。赤色で示す